# Guerra civil romana d'Orient del 1341-1347
La guerra civil romana d'Orient del 1341-1347, o segona guerra civil de l'era dels Paleòlegs, fou un conflicte que esclatà a l'Imperi Romà d'Orient després de la mort d'Andrònic III Paleòleg per la tutoria del seu fill de nou anys i successor, Joan V Paleòleg. El ministre en cap d'Andrònic III, Joan Cantacuzè, s'enfrontà a una regència encapçalada per l'emperadriu vídua, Anna de Savoia, el patriarca de Constantinoble, Joan XIV Calecas, i el megaduc, Aleix Apocauc. La guerra polaritzà les classes socials de l'imperi, car l'aristocràcia feia costat a Cantacuzè i les classes baixes i mitjanes donaven suport als regents. Les diferències religioses també foren un factor de pes, encara que en menor mesura, car els defensors de la doctrina mística de l'hesicasme en la controvèrsia hesicasta sovint eren partidaris de Cantacuzè.